# Srđan Kalember
Srđan Kalember (in serbo Срђан Калембер?; Sarajevo, 5 giugno 1928 – Belgrado, 2 febbraio 2016) è stato un cestista e allenatore di pallacanestro jugoslavo.
Era il marito di Nataša Bebić.

## Carriera
Con la Jugoslavia ha disputato i Campionati mondiali del 1950 e due edizioni dei Campionati europei (1947, 1953).

## Palmarès

### Giocatore
- YUBA liga: 9

Stella Rossa Belgrado: 1946, 1947, 1948, 1949, 1950, 1951, 1952, 1953, 1954

### Allenatore
- Coppa di Jugoslavia: 1

Spalato: 1972